# Operation Sultan 10
Irakische Invasion (1980)

Entegham – Kaman 99 – Chorramschahr – Sultan 10 – Scorch Sword – Abadan – Kafka – Ashkan – Morwarid – Dezful
Pattsituation (1981)

Tavakol – Susangerd – H-3
Iranische Offensiven zur Befreiung iranischen Territoriums (1981–82)

Samen-ol-A'emeh – Tariq al-Qods – Fath ol-Mobin – Beit ol-Moqaddas – Rückeroberung Chorramschahrs
Iranische Offensiven im Irak (1982–84)

Ramadan/1. Basra – Moslem Ibn Aqil – Muharram ol-Harram – Morgenröte 1 – Morgenröte 2 – Morgenröte 3 – Morgenröte 4 – Morgenröte 5/2. Basra – Kheibar/3. Basra – Kurdenaufstand – Morgenröte 6 – Morgenröte 7 – Hawizeh-Marschland
Iranische Offensiven im Irak (1985–87)

Badr/4. Basra – Morgenröte 8 – 1. al-Faw – Morgenröte 9 – Karbala 1 – Karbala 2 – Karbala 3 – Fath 1 – Karbala 4/5. Basra – Karbala 5/6. Basra – Karbala 6 – Karbala 7 – Karbala 8/7. Basra – Karbala 9 – Karbala10 – Nasr 4
Letztes Kriegsjahr (1988)

Beit ol-Moqaddas 2 – Anfal – Halabdscha – Zafar 7 – Tawakalna ala Allah – 2. al-Faw – Shining Sun – 40 Sterne – Mersad
Tankerkrieg

Earnest Will – Prime Chance – Eager Glacier – Nimble Archer – Praying Mantis
Internationale Vorfälle

Stark – Iran-Air-Flug 655
Operation Sultan 10 (persisch عملیات سلطان ۱۰ [æmælijɑt ɛ soltɑn ɛ dæh]) ist der Name einer Operation der Iranischen Luftwaffe am 29. Oktober 1980, zu Beginn des Ersten Golfkriegs. An dieser Operation nahmen sechs F-4E Phantom II vom 32. und 33. Geschwader teil, die den Al-Hurriah-Luftwaffenstützpunkt in der Nähe von Mossul im Norden des Irak angriffen.

## Motiv der Operation
Im Oktober 1980 bekamen die Kommandeure vom Mehrabad-Luftwaffenstützpunkt Informationen über den Einsatz von 47 französischen Technikern auf dem Al-Hurriah-Militärflugplatz in der Nähe von Mosul im Norden des Irak. Das französische Personal sollte irakische Kampfpiloten zum Jagdflieger an der Mirage F1C ausbilden. Diese Kampfflugzeuge hatte der Irak bereits im Jahre 1977 bestellt und sollten jetzt ausgeliefert werden. Aus diesem Grund entwarf die Iranische Luftwaffe eine Operation für den Angriff. Diese Operation wurde Operation Sultan 10 genannt. In dieser Operation sollte eine bemerkenswerte Zahl von F-4 mit dem Jagdschutz von F-14 in der Tiefe von 300 km von Norden den Irak angreifen. Die Schlüsselpersonen hinter dieser Operation waren Oberst Afshar und Major Shoghi.

## Operation
Sechs F-4E, die jeweils zwölf Mark 82-Bomben trugen, sollten statt von Osten, vom Norden die Grenze zum Irak überschreiten und Mosul angreifen, um nicht von irakischen MiG-21 sowie der Luftabwehr (SA-2 Guideline, SA-3 Goa und SA-6 Gainful) entdeckt zu werden. Da die iranischen Phantoms mit der Waffenlast zu schwer waren, mussten sie in der Luft aufgetankt werden, um den Rückweg zu absolvieren. Deshalb wurden zwei Tankflugzeuge bereitgestellt, die von zwei F-14 Tomcats vom 81. Geschwader begleitet wurden. Diese Operation war eine der seltenen Operationen, in denen iranische F-14 und Tankflugzeuge die Grenze der Türkei überschritten. Die F-14 sollten bei den Tankflugzeugen bleiben, um sie gegen einen möglichen Angriff zu schützen.
Oberst Afshar hatte befohlen, während der Operation absolute Funkstille einzuhalten. Drei Tankflugzeuge (eines als Reserve), acht F-4E Phantom II (zwei als Reserve), drei F-14 (eine als Reserve) hoben am 29. Oktober 1980 vom Tabris-Militärflugplatz ab und trafen südlich von Urmia zusammen. Die Flugzeuge suchten Schutz hinter den Zagros-Bergen, um nicht vom irakischen Radar entdeckt zu werden.
Bevor die Kampfgruppe die Grenze zur Türkei überflog, tankte das dritte Tankflugzeug alle Kampfflugzeuge nochmals auf und kehrte zum Flugplatz zurück, während es durch eine F-14 und F-4 Phantom II begleitet wurde. Die türkische Luftabwehr hatten mindestens einmal die Operationsgruppe auf ihrem Radar, reagierte jedoch nicht. Die Kampfgruppe flog in den irakischen Luftraum hinein, über die Sindschar-Berge ohne entdeckt zu werden. Alle Kampfflugzeuge wurden noch einmal aufgetankt, die Phantoms flogen dann über die Städte Dahuk und Akrê in Richtung Ziel.
Beide Tankflugzeuge blieben über der Dahuk-Ebene, während zwei F-14 sie schützten und auf die Rückkehr der F-4 warteten. Die Angriffsgruppe wurde von Major Shoghi geleitet. Sie näherte sich dem Ziel und bombardierte den Al-Hurriah-Militärflugplatz.
Inzwischen bemerkten F-14 vier irakische Abfangjäger, die von den Tankflugzeugen 70 km entfernt waren und in einer Richtung zwischen den Tankflugzeugen und den F-4 flogen. Da die F-4 in dieser Operation keine Luft-Luft-Raketen hatten, erließ Oberst Afshar den Piloten der F-14 (Hauptmann K. Sedghi (Sultan 7), Hauptmann Taibi (Sultan 8)) den Befehl, die vier MiG-23 abzuschießen, bevor sie die Phantoms angreifen konnten.
Die Tomcats flogen sofort in Richtung Süden. K. Sedghi und Taibi kontrollierten ihre Systeme und kamen zu dem Schluss, dass die vier MiG-23 sie noch nicht bemerkten. Sultan 7 hatte zwei AIM-54 Phoenix, drei AIM-7 Sparrow und zwei AIM-9 Sidewinder. Sultan 8 hatte sechs AIM-7 und zwei AIM-9. Die F-14 hatten die Waffen mit längerer Reichweite. Nun waren die F-14 nur 56 km von den vier MiG-23 entfernt. Die erste AIM-54 wurde von K. Sedghi abgeschossen. Nach acht Sekunden wurde die zweite Phoenix geschossen. Die vier MiG-23 flogen immer noch geradeaus, als ob sie auf einem routinemäßigen Flug wären. Inzwischen bekamen die F-14 eine Nachricht von Sultan 9, dass die vier MiG-23 vom Angriff auf Al-Hurriah benachrichtigt wurden und Befehl hatten, die Phantoms anzugreifen. Die vier MiG-23 änderten ihre Richtung. Die erste AIM-54 traf eine MiG-23, nach einigen Sekunden traf die zweite AIM-54 die andere MiG-23.
Die zwei übriggebliebenen Abfangjäger änderten ihren Flug nach Süden und dann nach Osten, dann verloren sie an Höhe. Offenbar wussten sie nicht, aus welcher Richtung sie angegriffen wurden. K. Sedghi näherte sich den irakischen Flugzeugen, um sie mit AIM-9P anzugreifen. Er schoss die zwei anderen MiG-23 mit zwei AIM-9P Sidewinder erfolgreich ab. Einer der vier irakischen Piloten konnte sich mit dem Schleudersitz retten.

## Die Ergebnisse der Operation
Die Phantoms, die Mosul bombardierten, zerstörten zwei MiG-21 und drei Mil Mi-8 am Boden. Mindestens ein französischer Techniker wurde getötet, ein anderer verwundet. Die französischen Techniker wurden nach dieser Operation zurückbeordert. Vier MiG-23 wurden abgeschossen, drei Piloten wurden getötet. Einer der Getöteten war Hauptmann Ahmad Sabbah, der in den ersten Tagen des Krieges zwei Northrop F-5 abgeschossen hatte.